# Eclipse solar del 20 de mayo de 2012

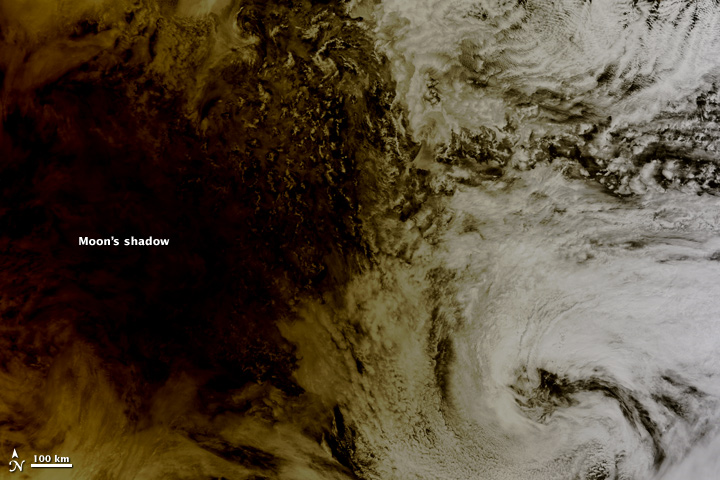
Eclipse Anular sobre el Océano Pacífico, 20 de mayo de 2012.

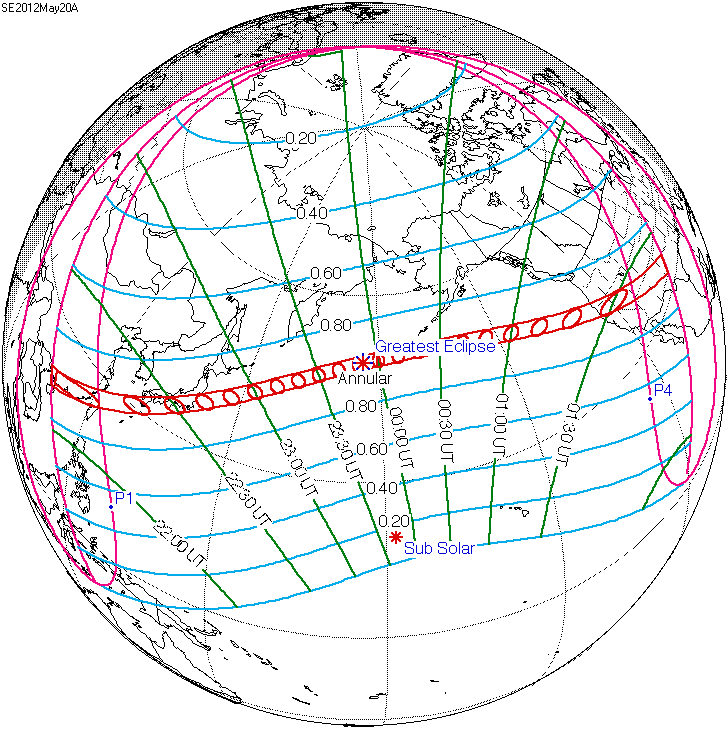
Eclipse solar del 20 de mayo de 2012.

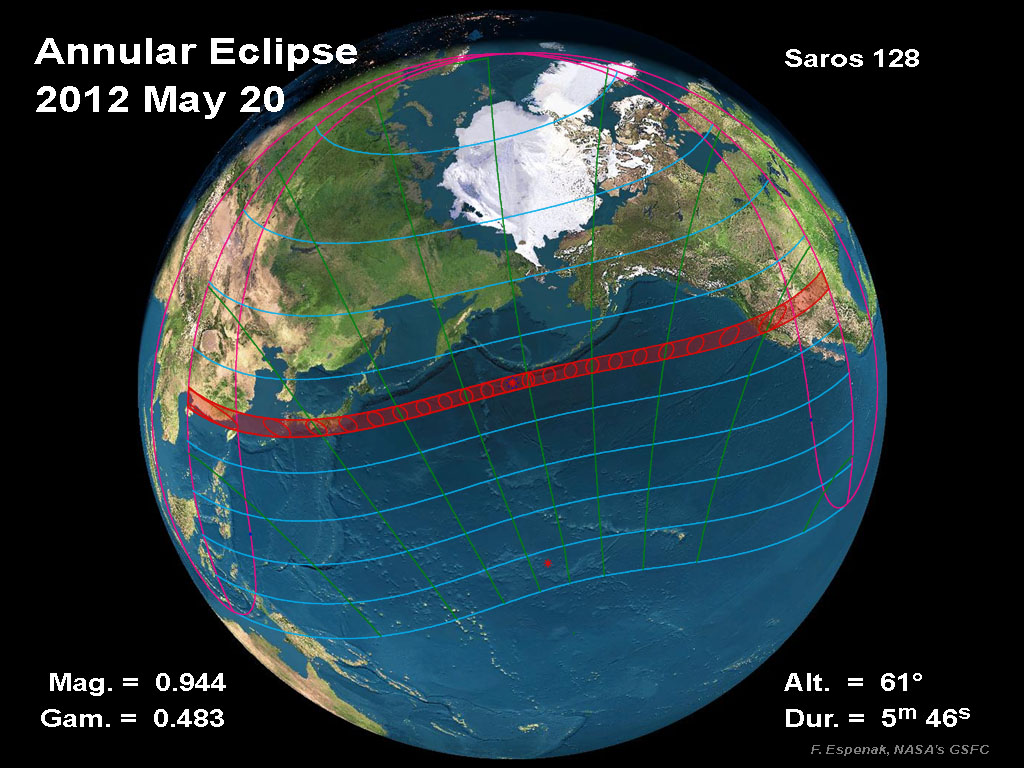
Eclipse solar del 20 de mayo de 2012.

Animación que representa el eclipse solar del 20 de mayo de 2012 que se verá en Albuquerque, Estados Unidos.

El eclipse solar del 20 de mayo del 2012 fue un evento astronómico que tuvo lugar dicho día de la hora 20:53 UTC a las  02:49 UTC.

## Visibilidad
Fue visible desde Asia Oriental, gran parte del Océano Pacífico y de América del Norte.
La fase anular recorrió la costa sur de China, la parte norte de la isla de Taiwán, el sur de Japón, la parte occidental de Estados Unidos y el norte de México principalmente la Península de Baja California. Ciudades importantes como Guangzhou, Taipéi, Kioto, Tokio, Shizuoka, Reno y Albuquerque estuvieron dentro de la fase anular.
El eclipse mayor fue visible en las coordenadas 49.1N 176.3E, en el Océano Pacífico Norte frente a las Islas Aleutianas a las 23:53

## Simulación de la zona de sombra

Sombra generada por el eclipse.

## Galería de fotos

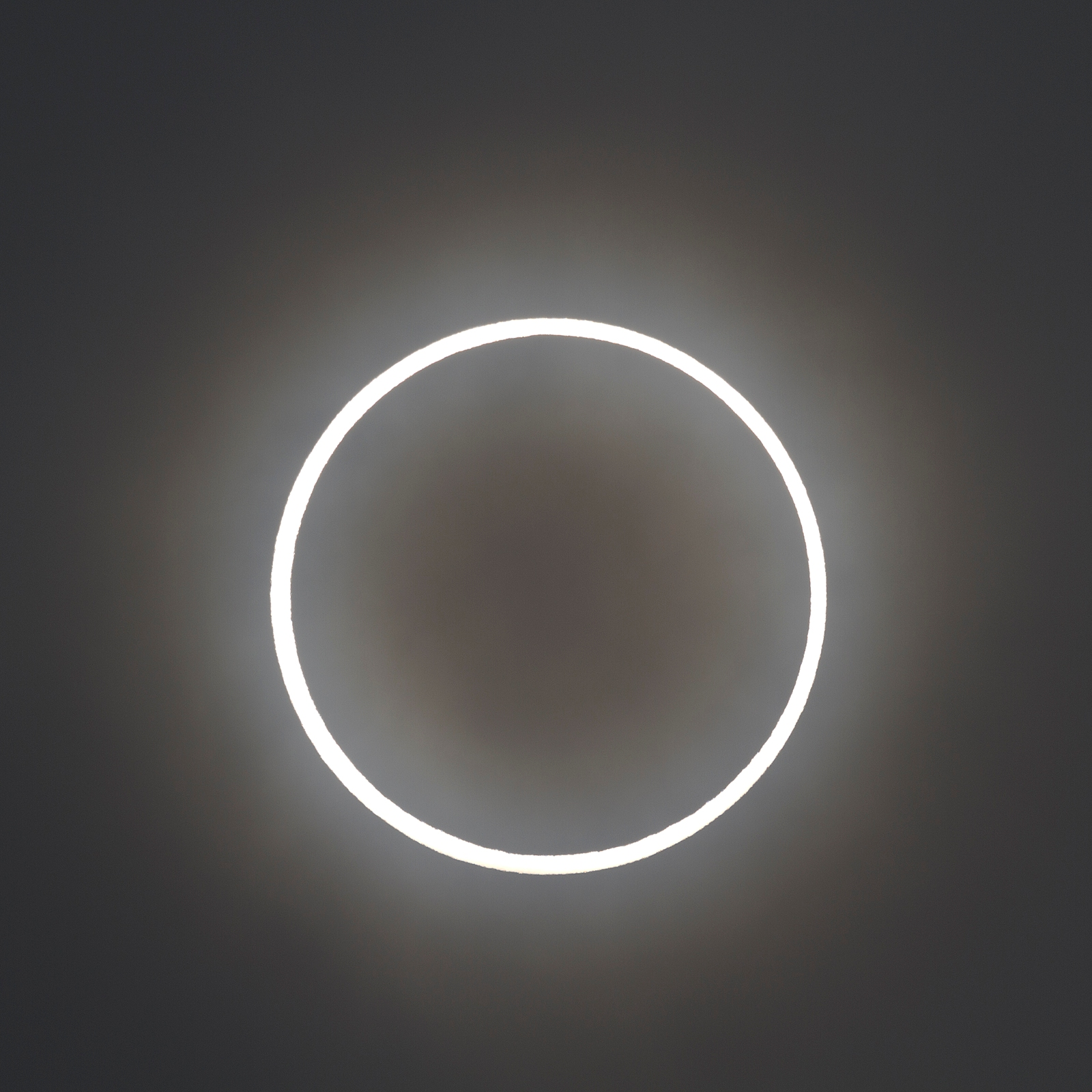
Kashima, Prefectura de Ibaraki, Japón.
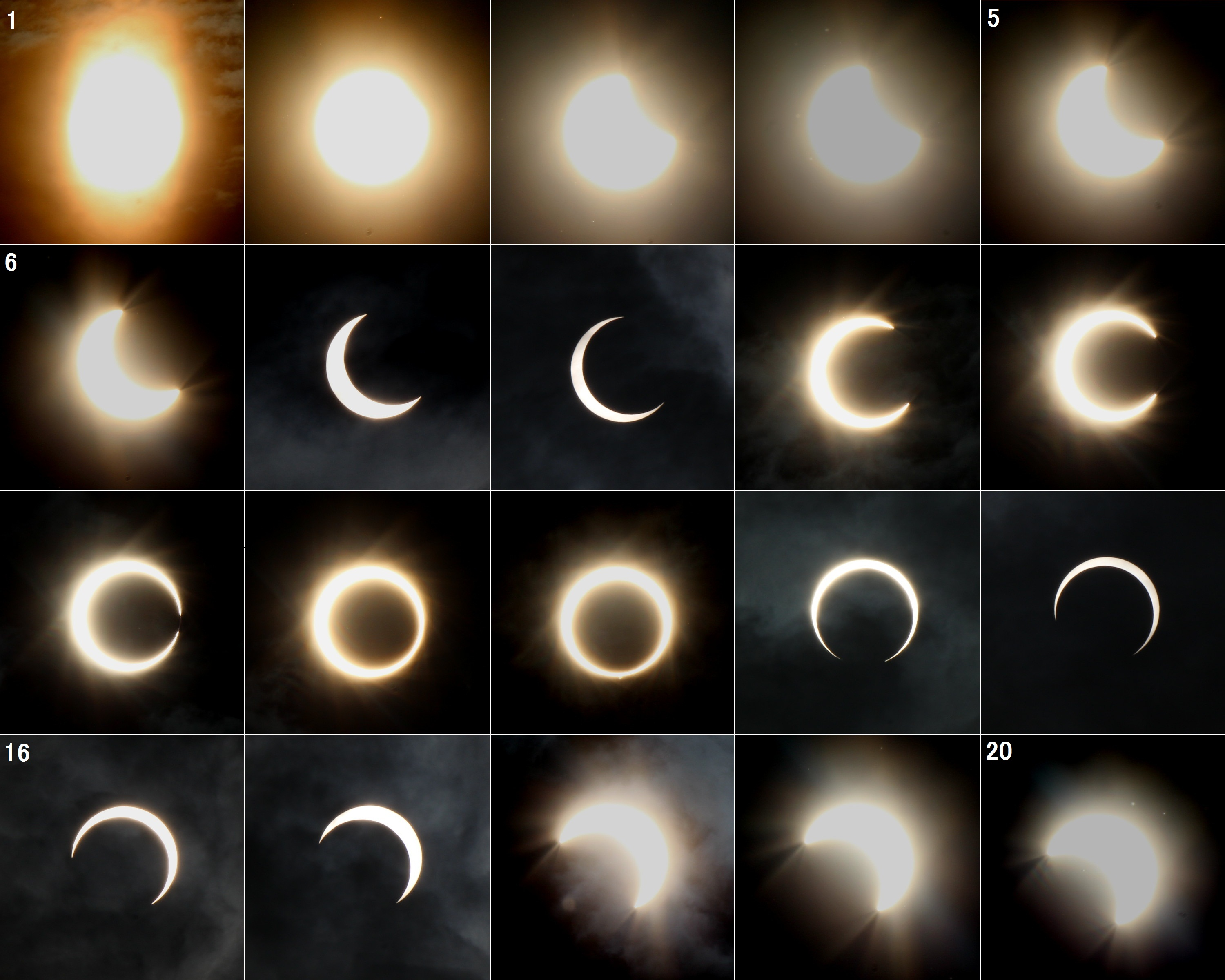
Prefectura de Aichi, Japón.
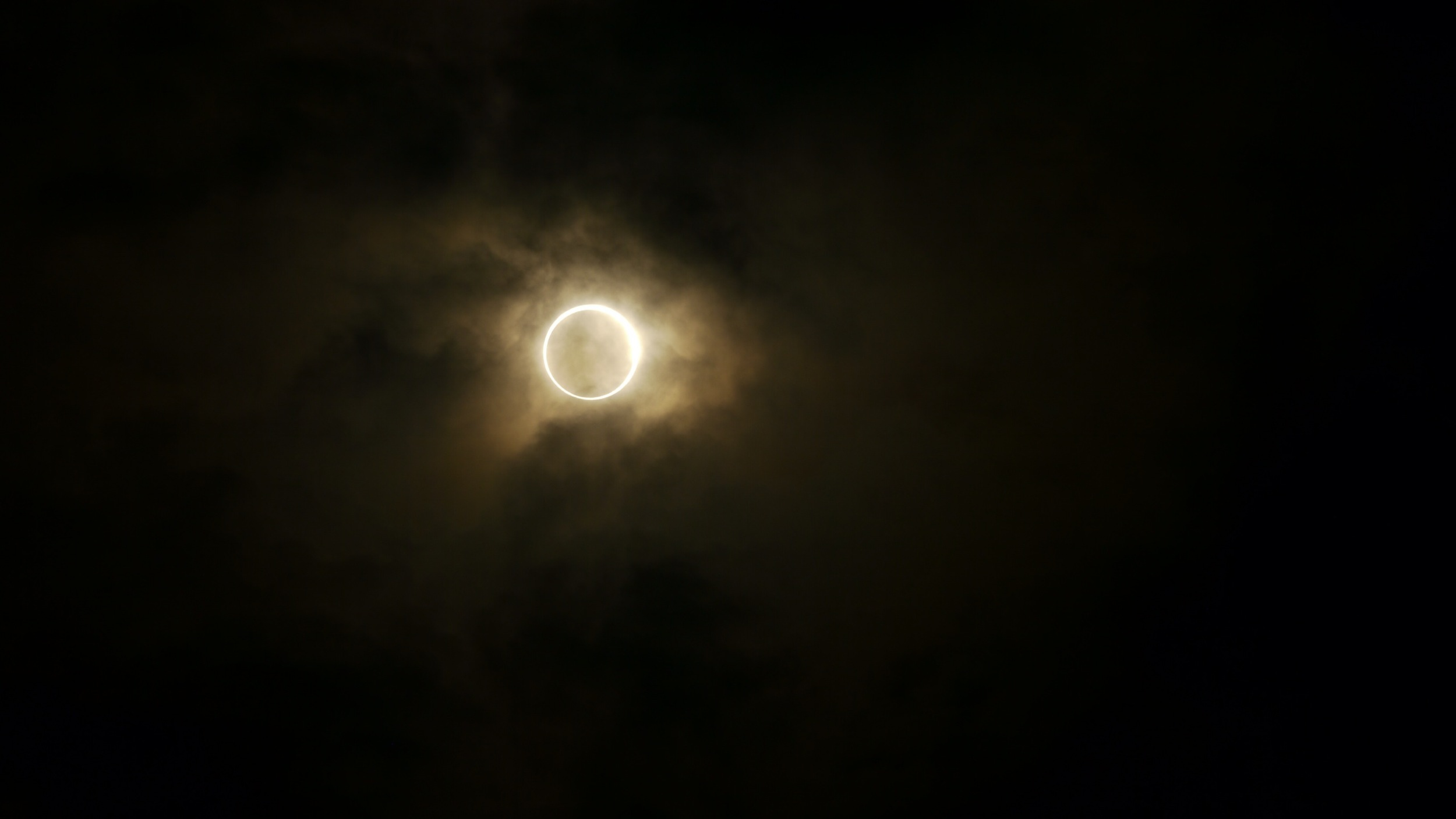
Tokio, Japón.
- Tokio, Japón.
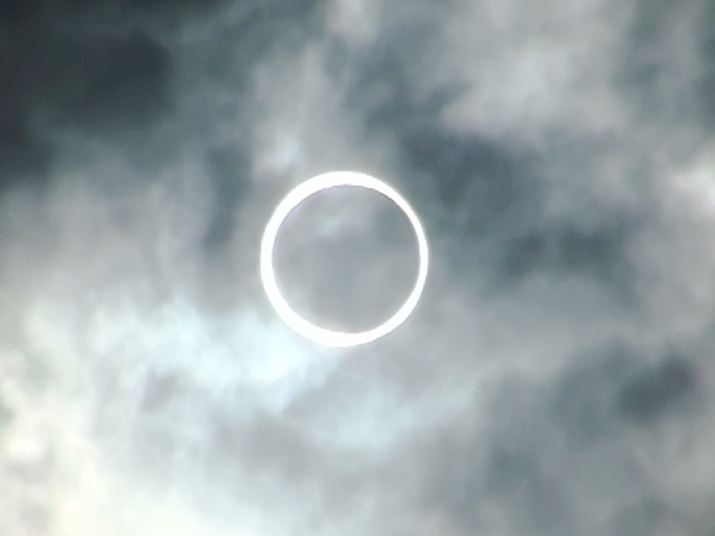
Kōfu, Prefectura de Yamanashi, Japón.
Tokushima, Japón.
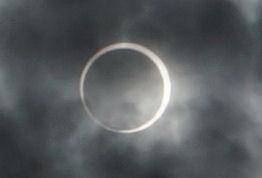
Tokio, Japón.
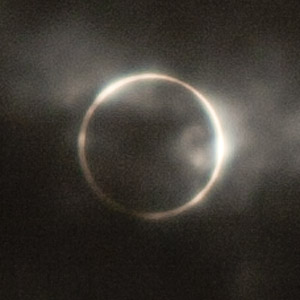
Yokohama, Prefectura de Kanagawa, Japón.
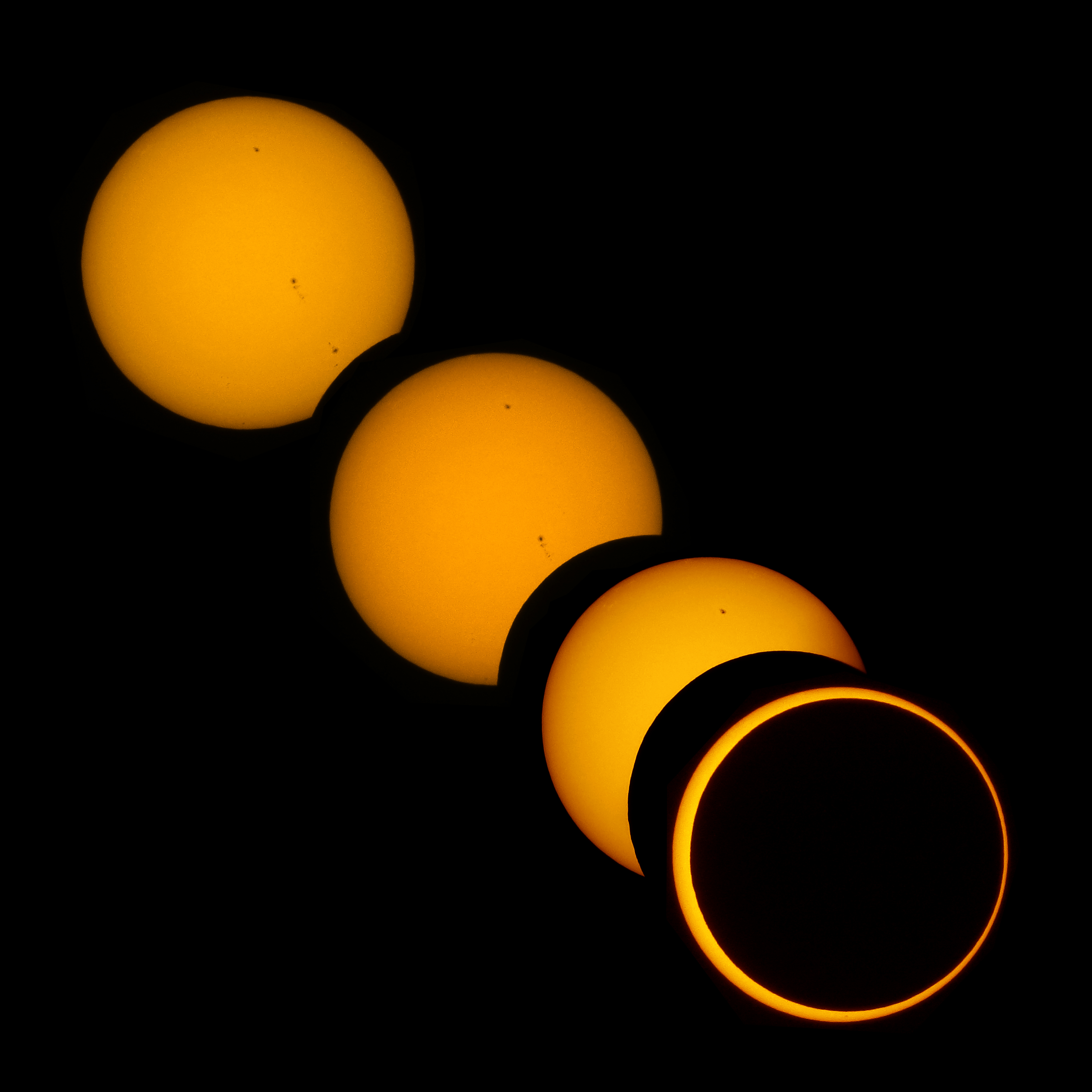
Eclipse solar del 20 de mayo de 2012.
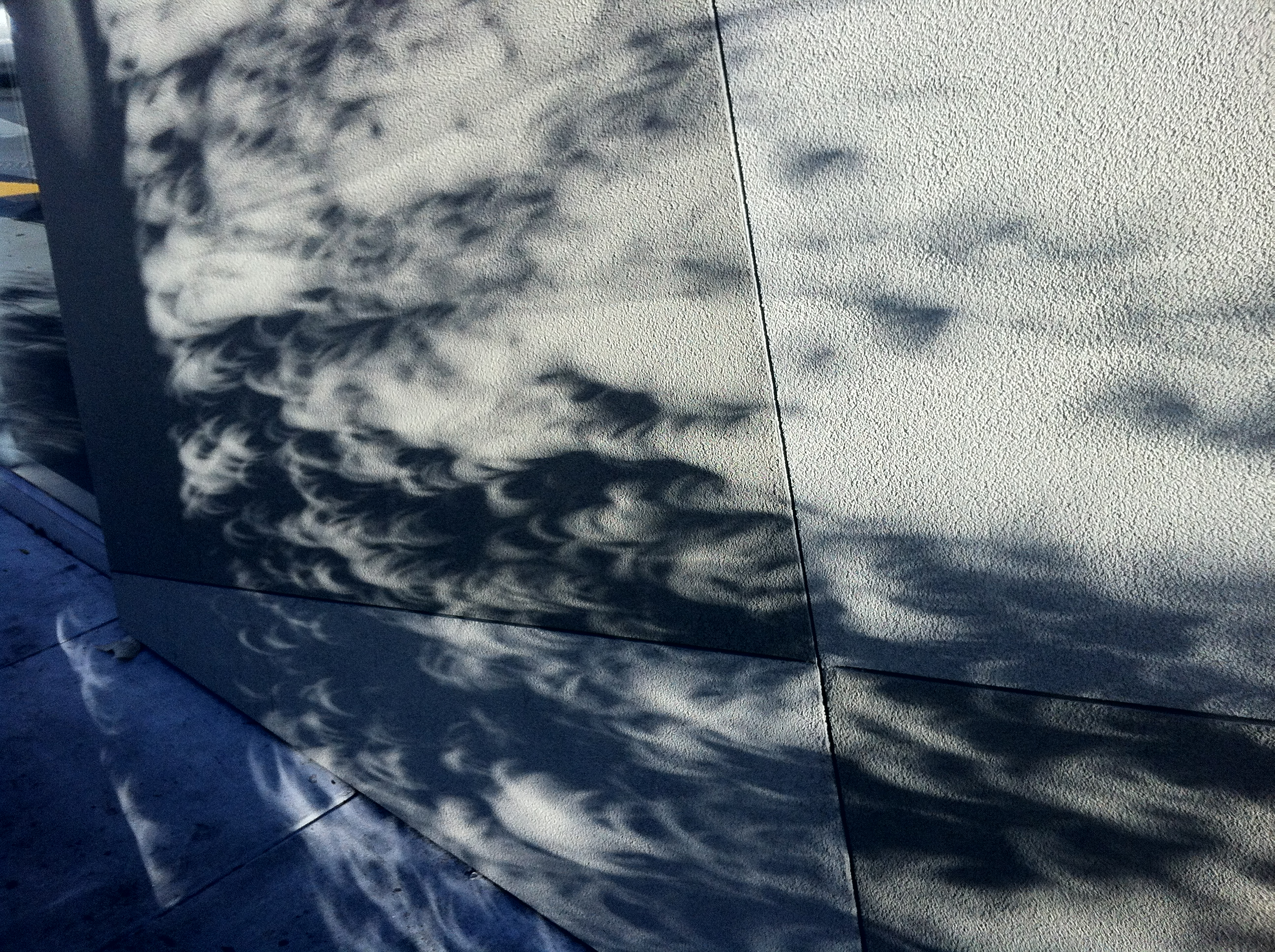
Sombra de Media luna de un árbol en la pared, San Francisco, California, Estados Unidos.
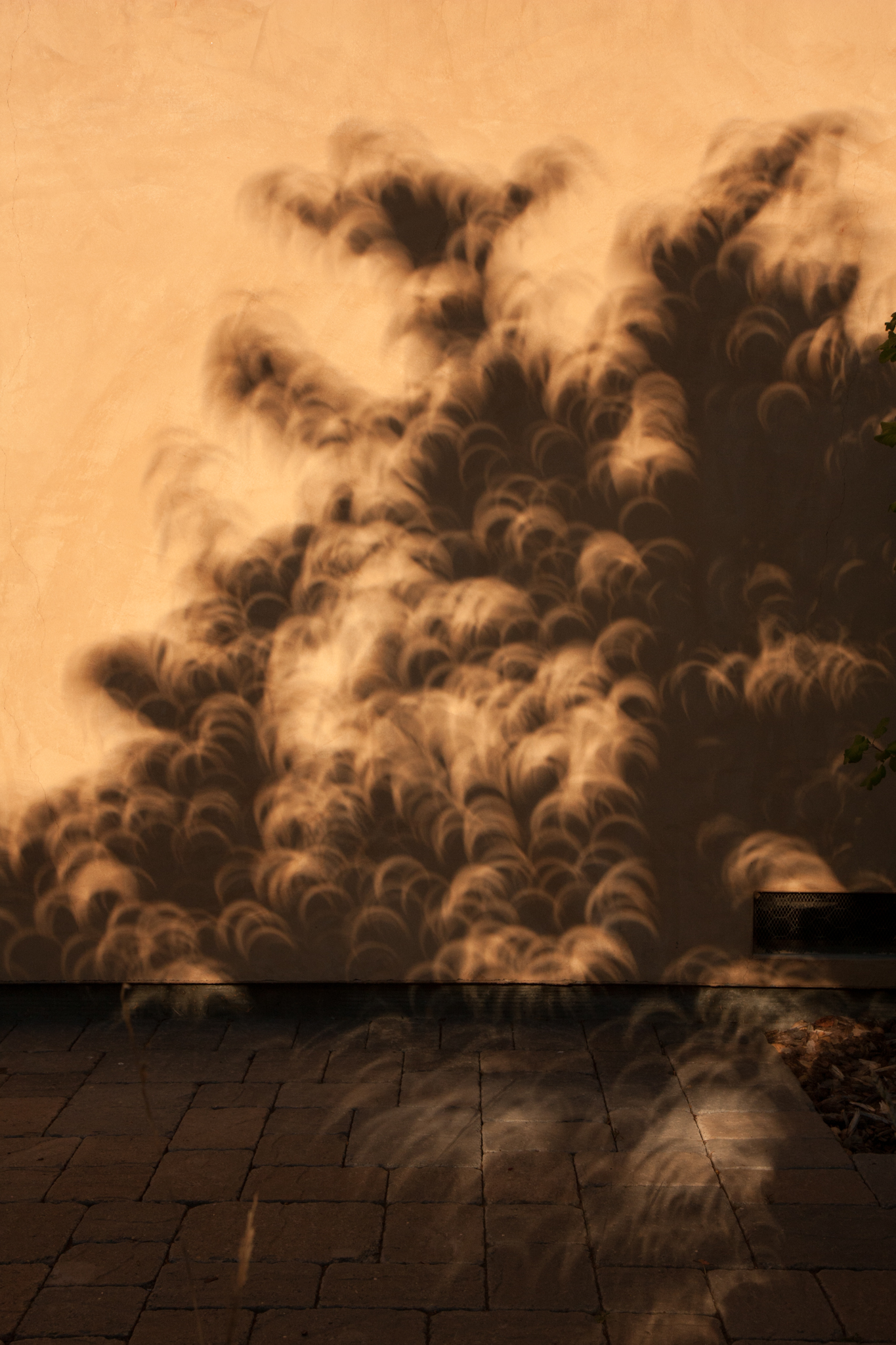
Sombra de Media luna de un árbol en la pared, San Francisco, California, Estados Unidos.
- Imágenes de puntos de luz con forma de Media luna de un eclipse de sol brillando a través de un árbol.A
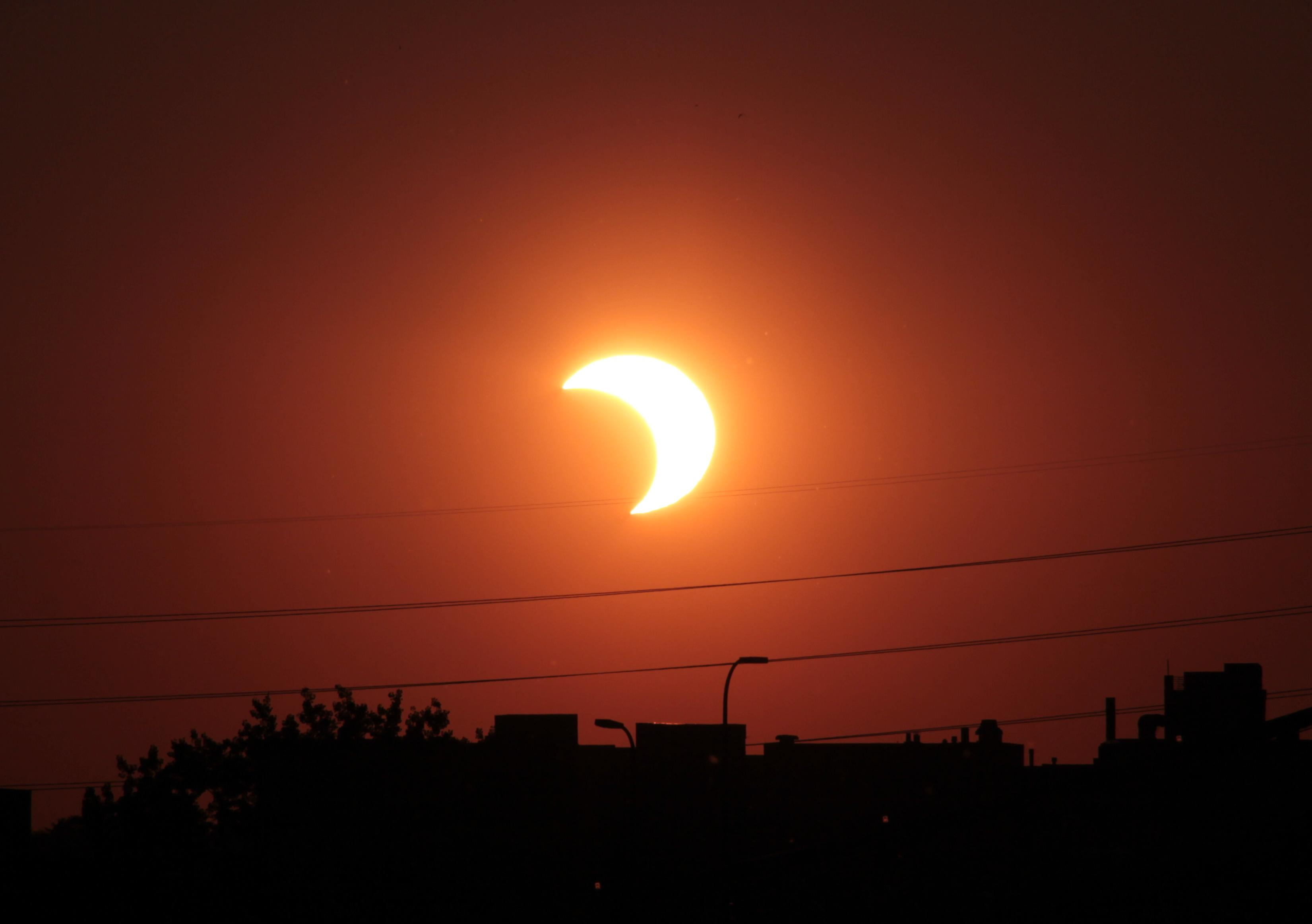
Mineápolis, Minnesota, Estados Unidos.
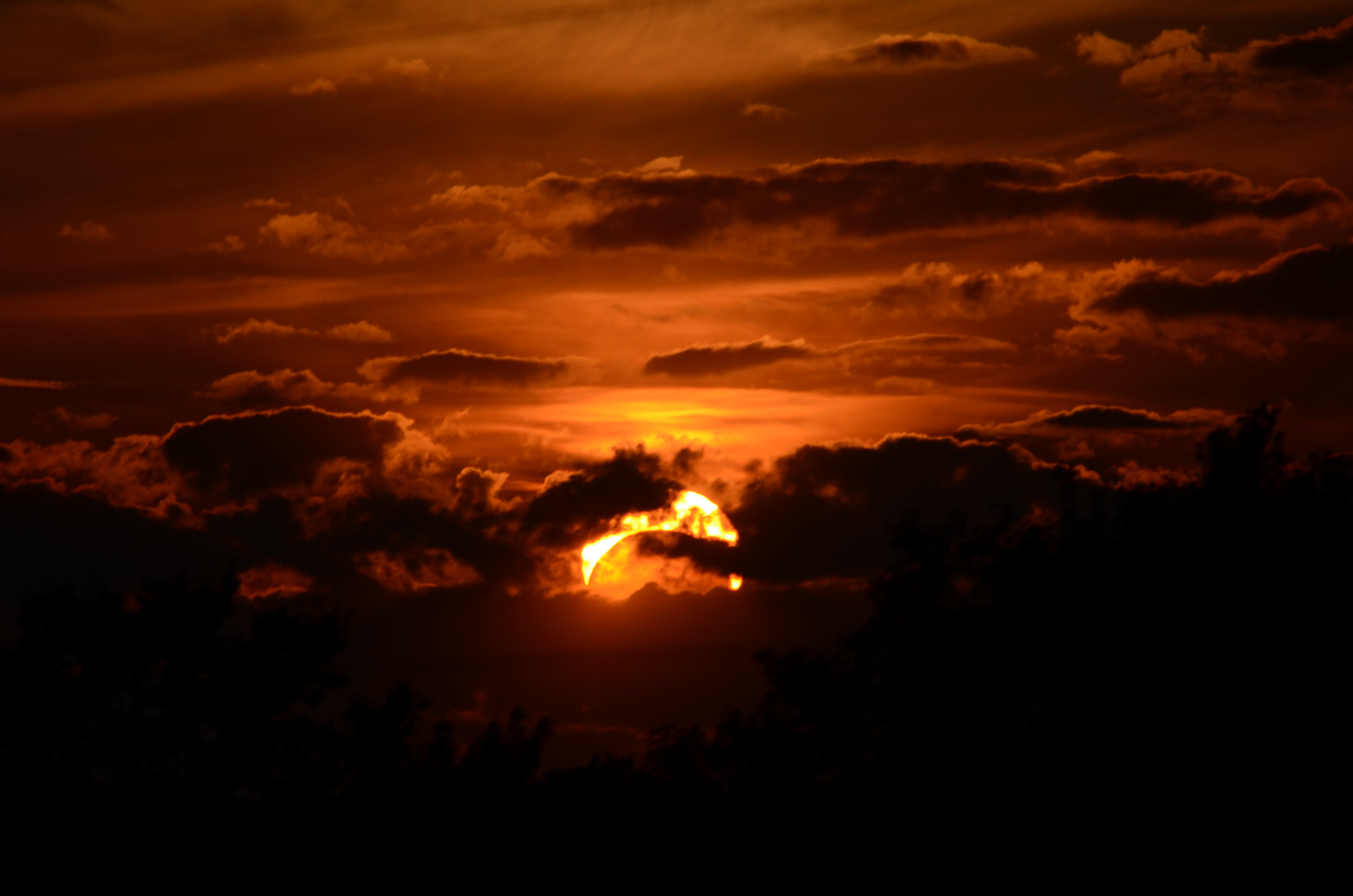
Lenexa, Kansas, Estados Unidos.
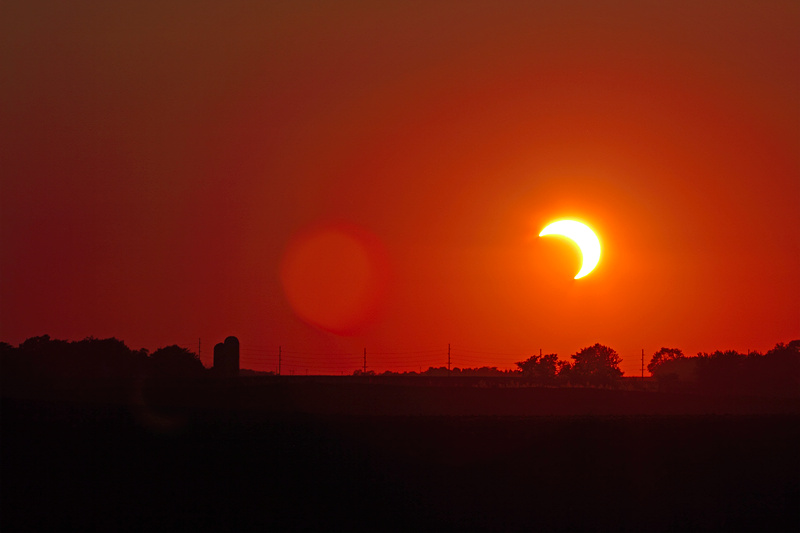
Ogden, Iowa, Estados Unidos.
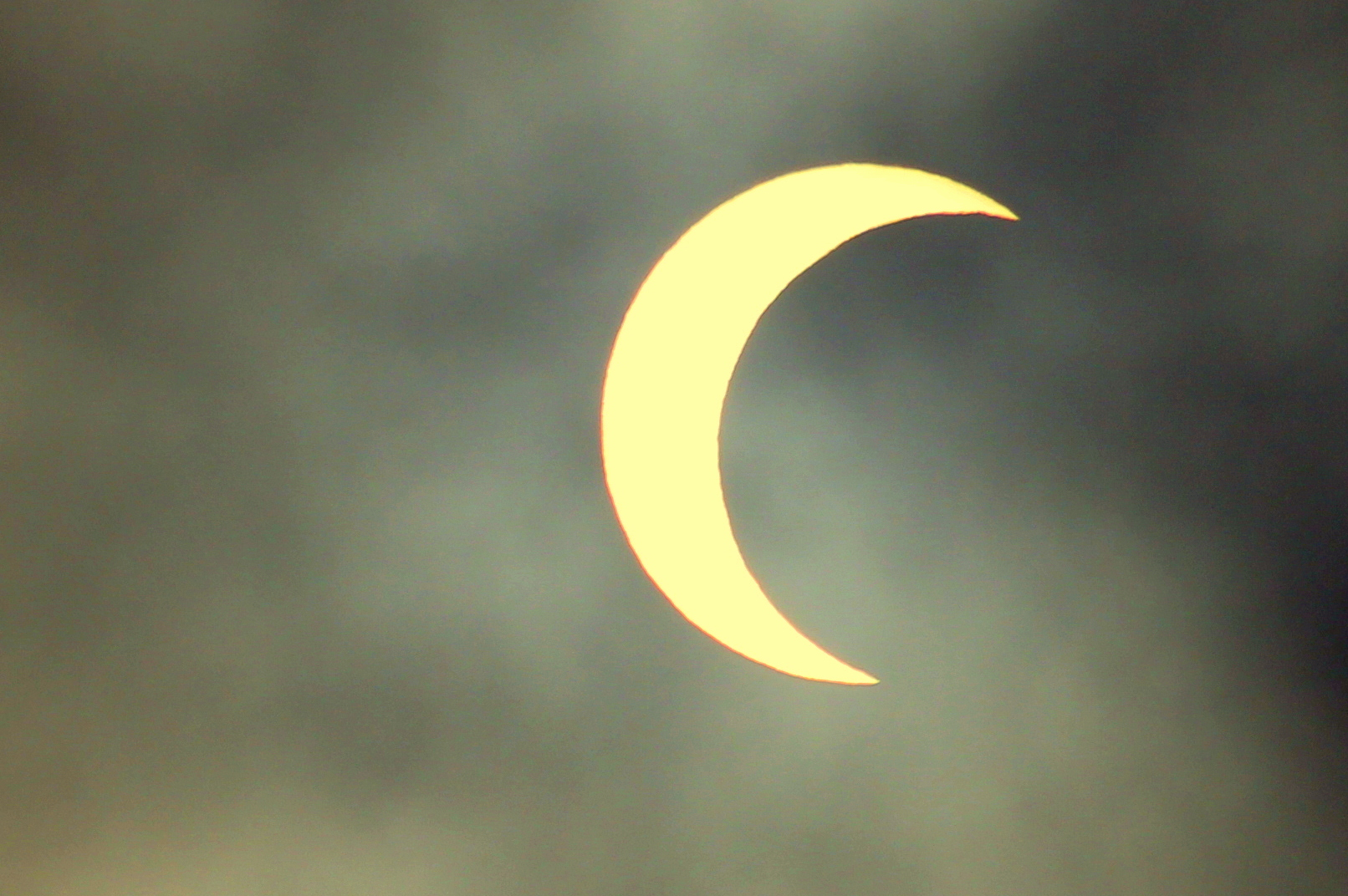
San Juan Capistrano, Estados Unidos.
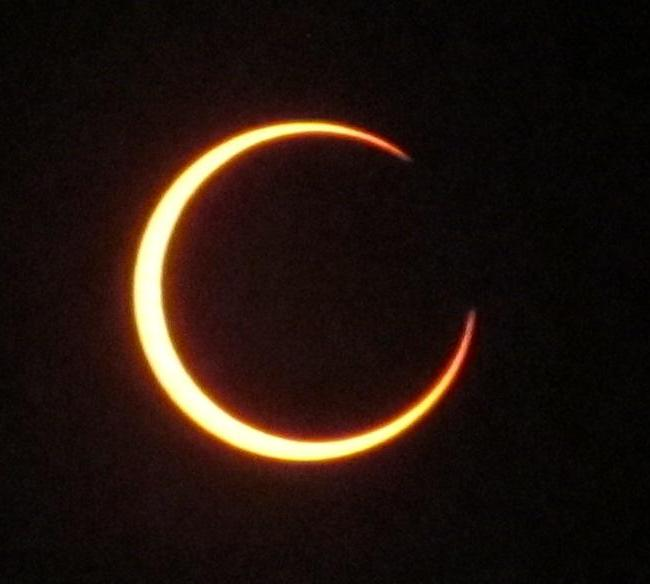
Flagstaff, Arizona, Estados Unidos.
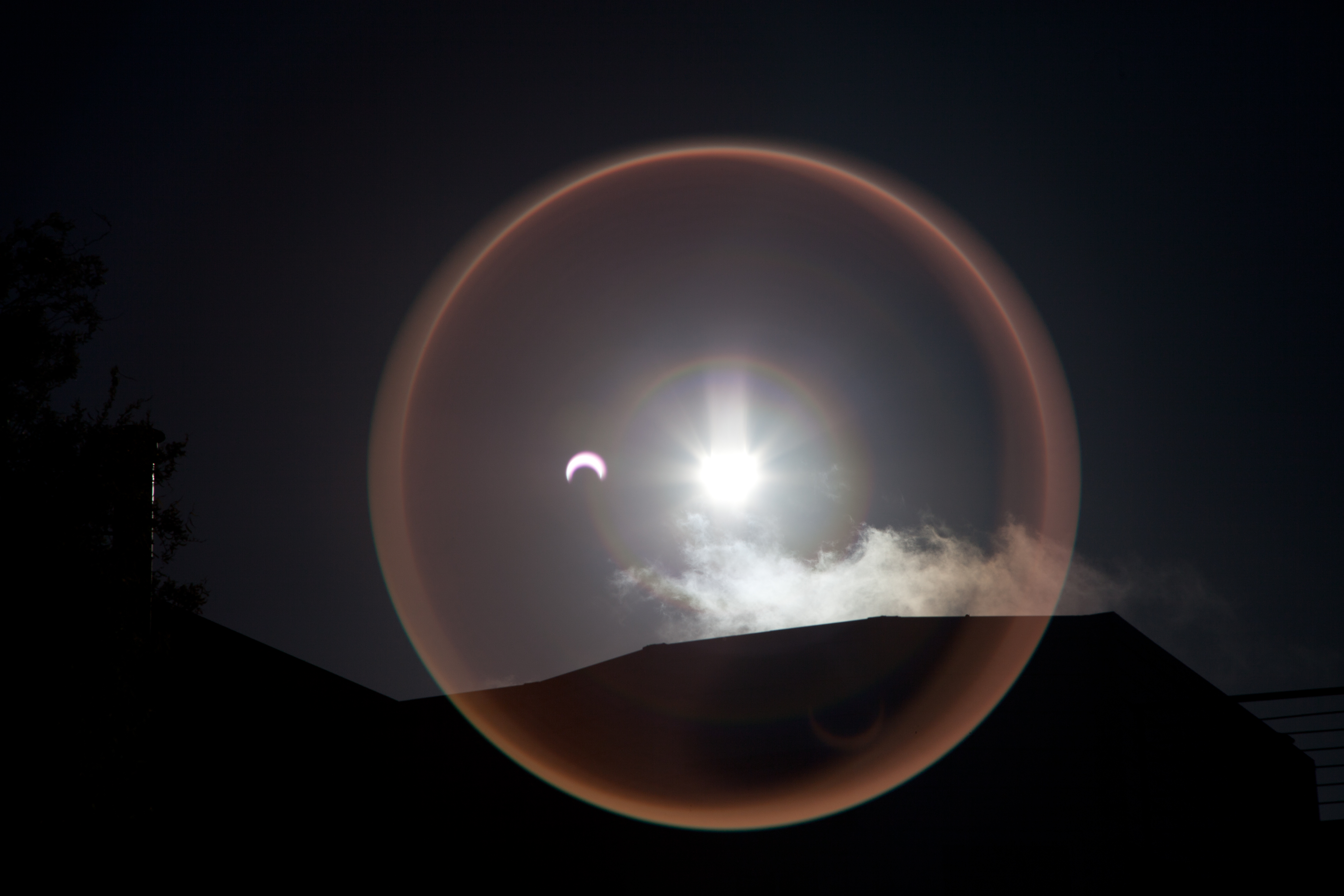
San Francisco, Estados Unidos.
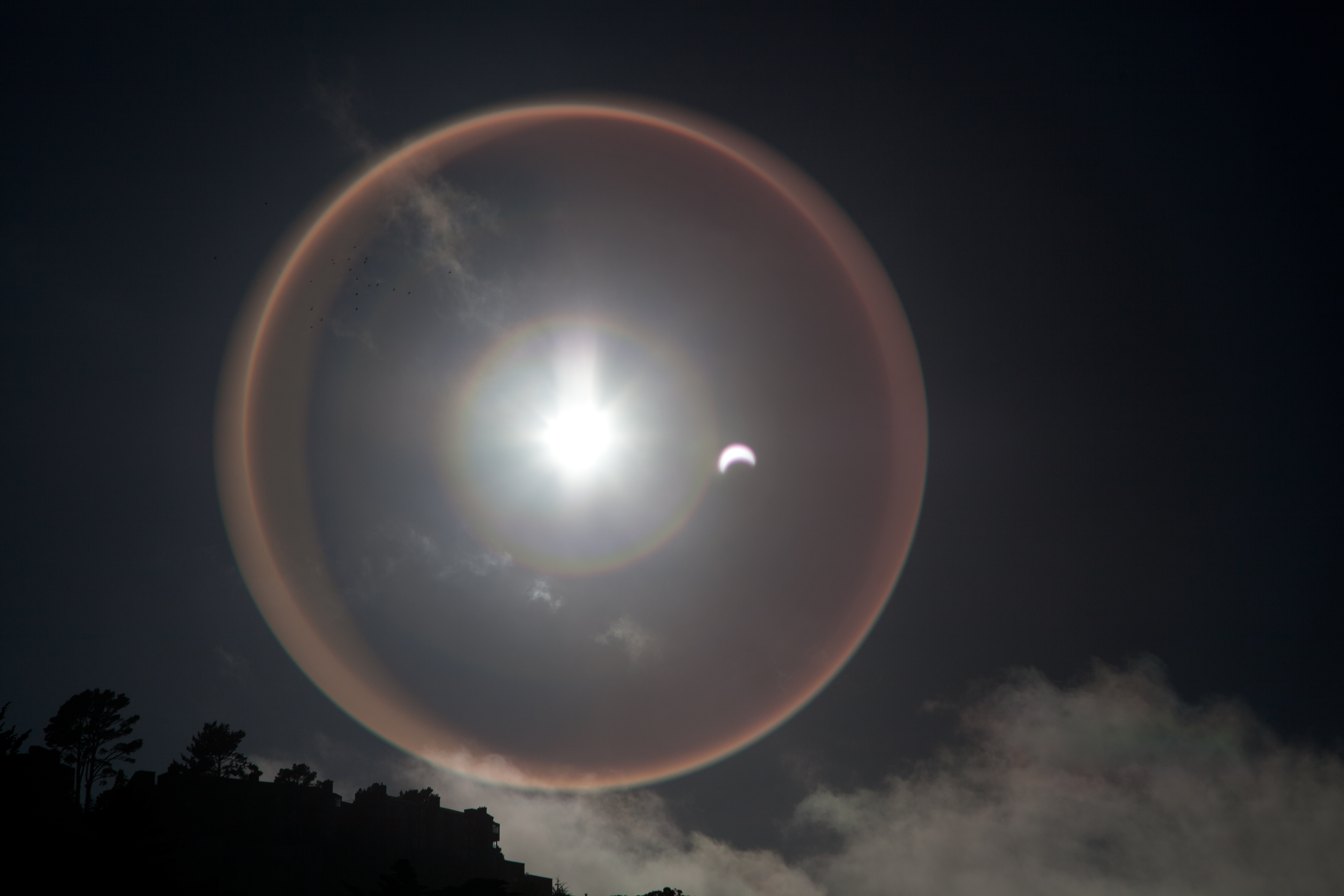
San Francisco, Estados Unidos.
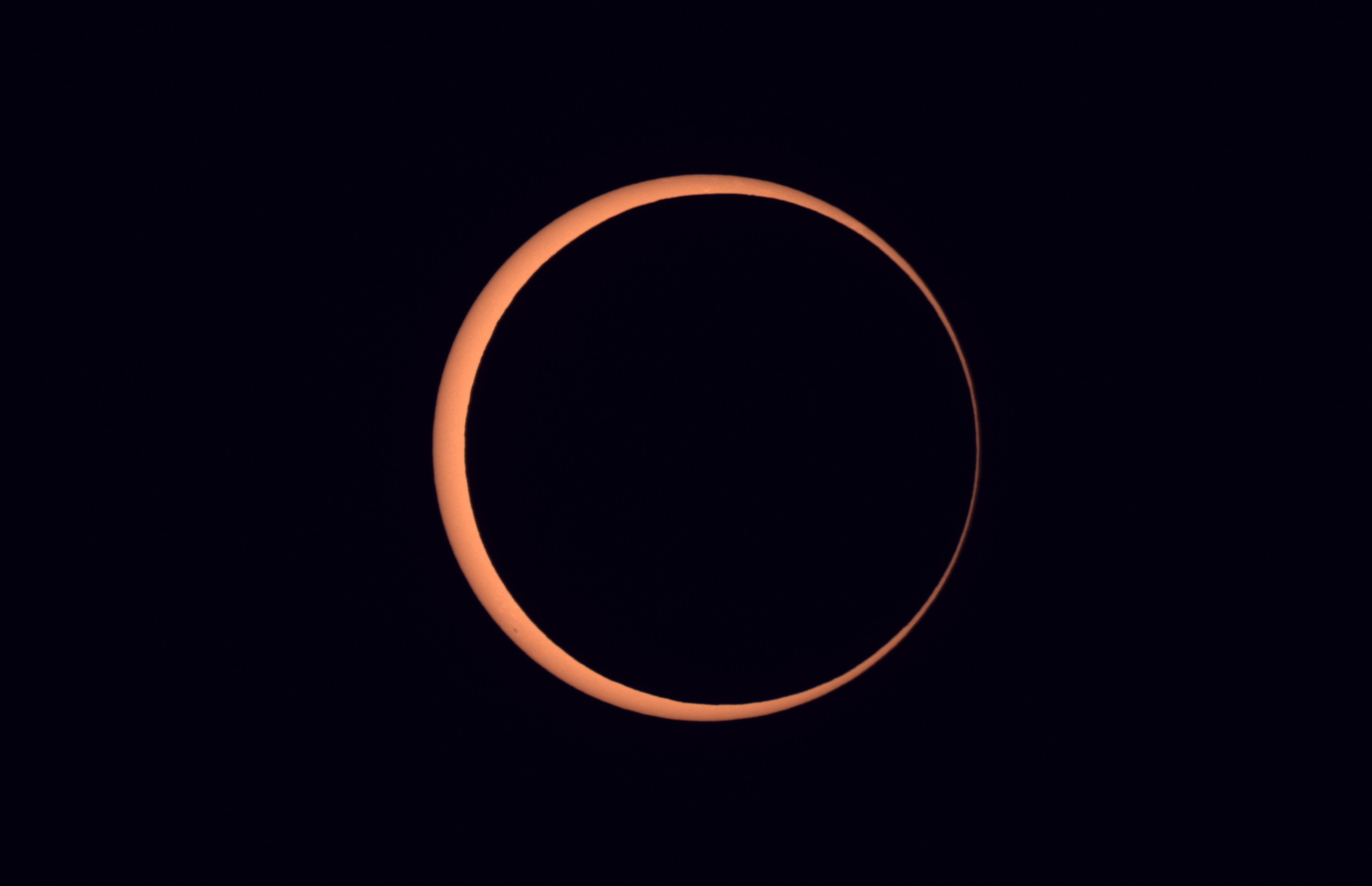
Nevada City, California, Estados Unidos.
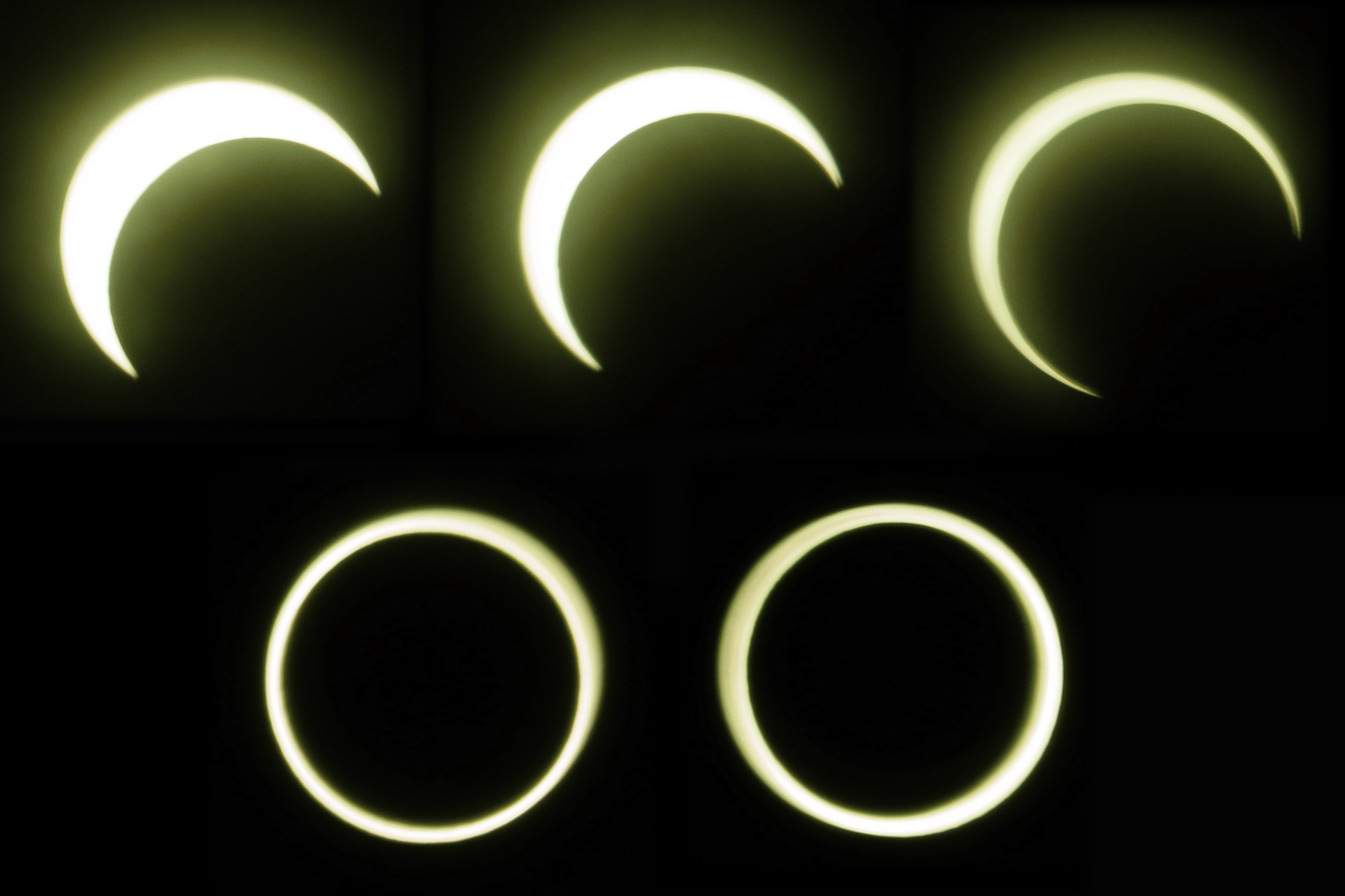
Secuencia de fotos del eclipse anular tomadas del Lago Pirámide, Nevada, Estados Unidos.
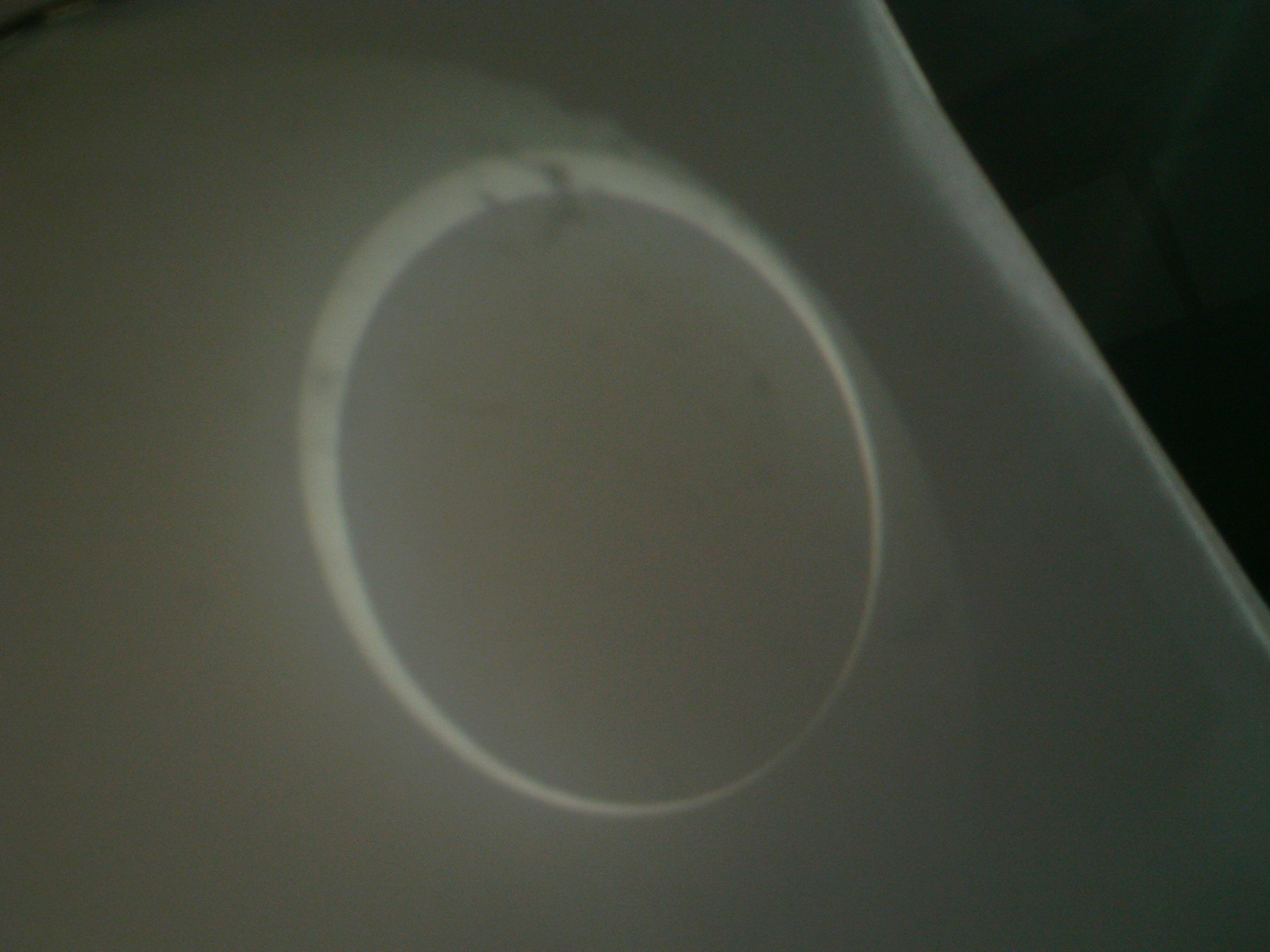
Vista proyectada del eclipse solar anular, Medford, Oregón, Estados Unidos.
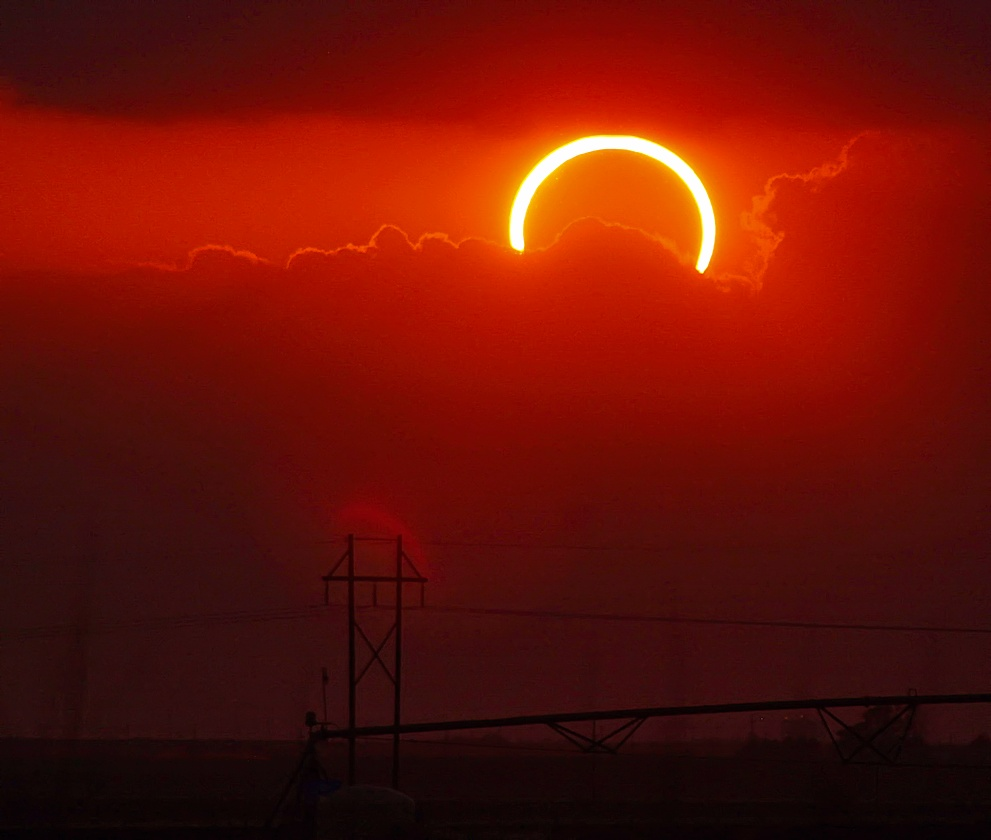
Wolfforth, Texas, Estados Unidos.
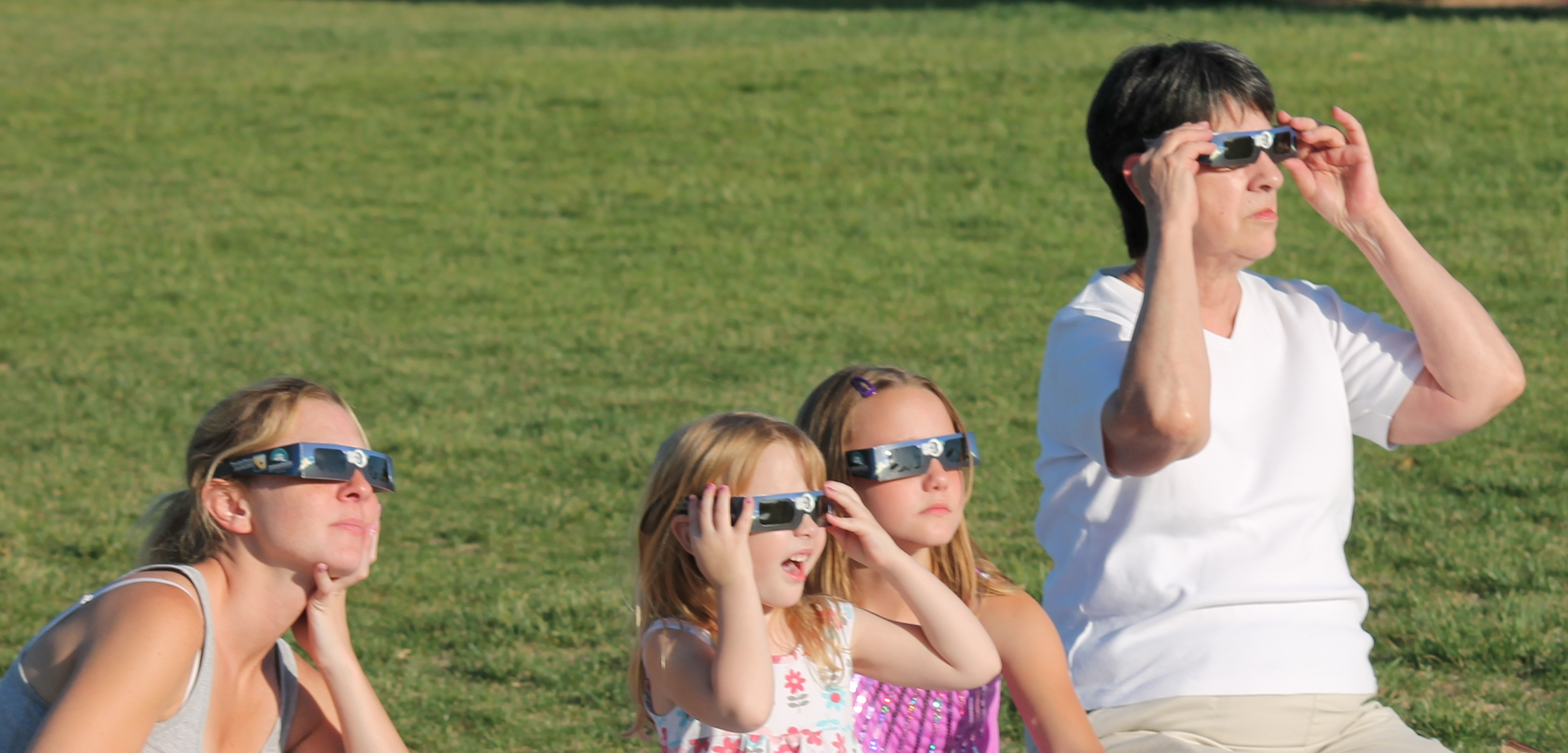
Albuquerque, Estados Unidos.
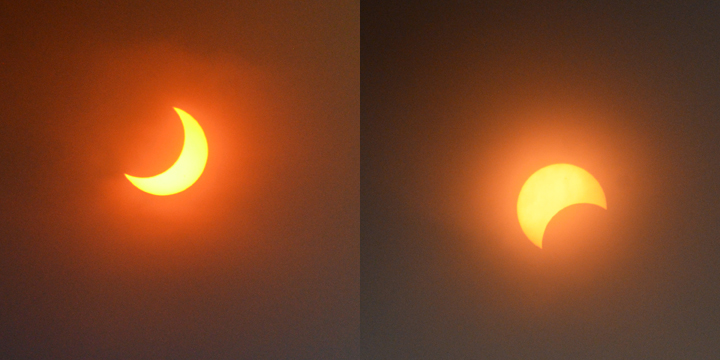
Pleasant Grove, Estados Unidos.
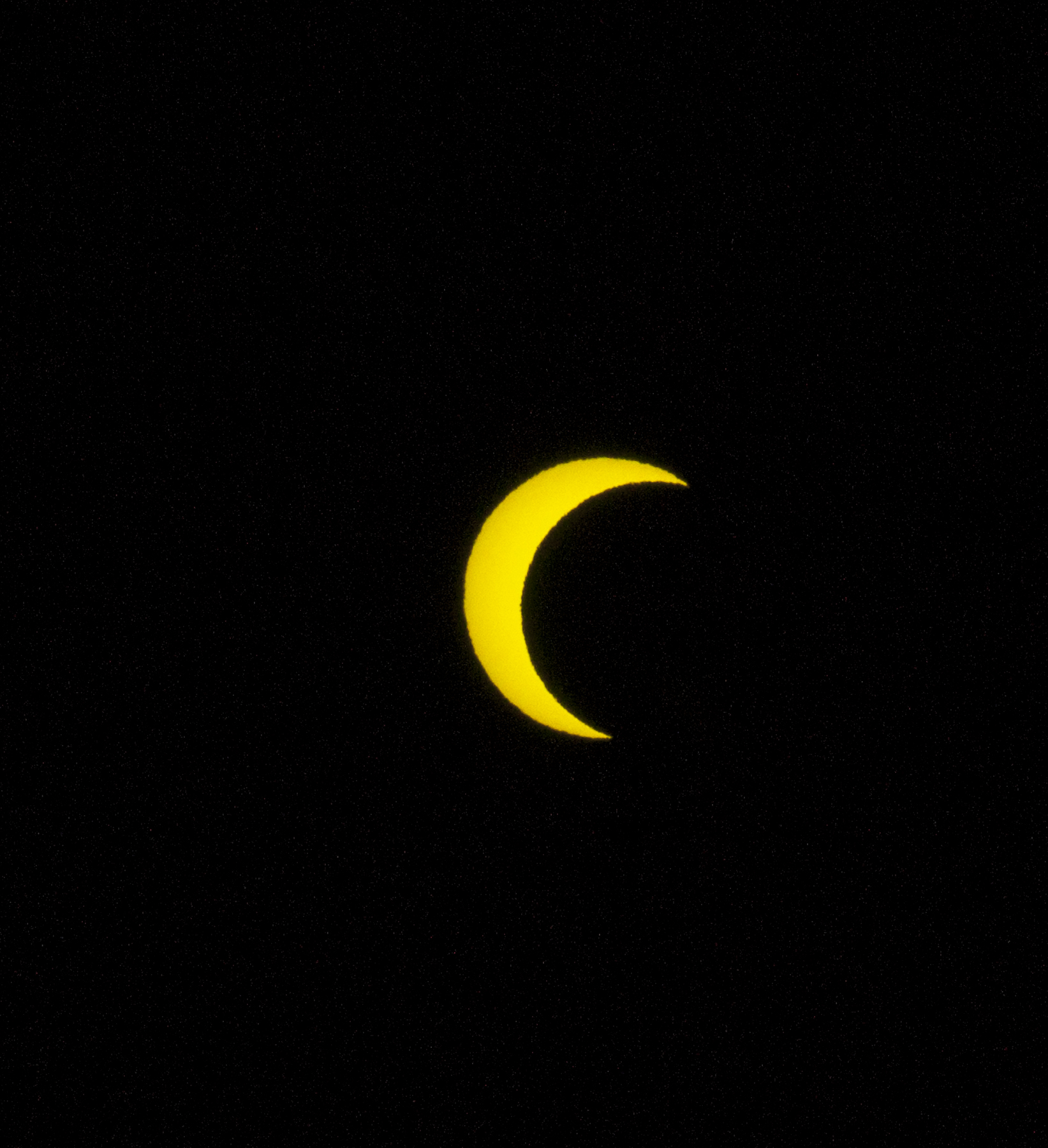
Los Osos, California, Estados Unidos.
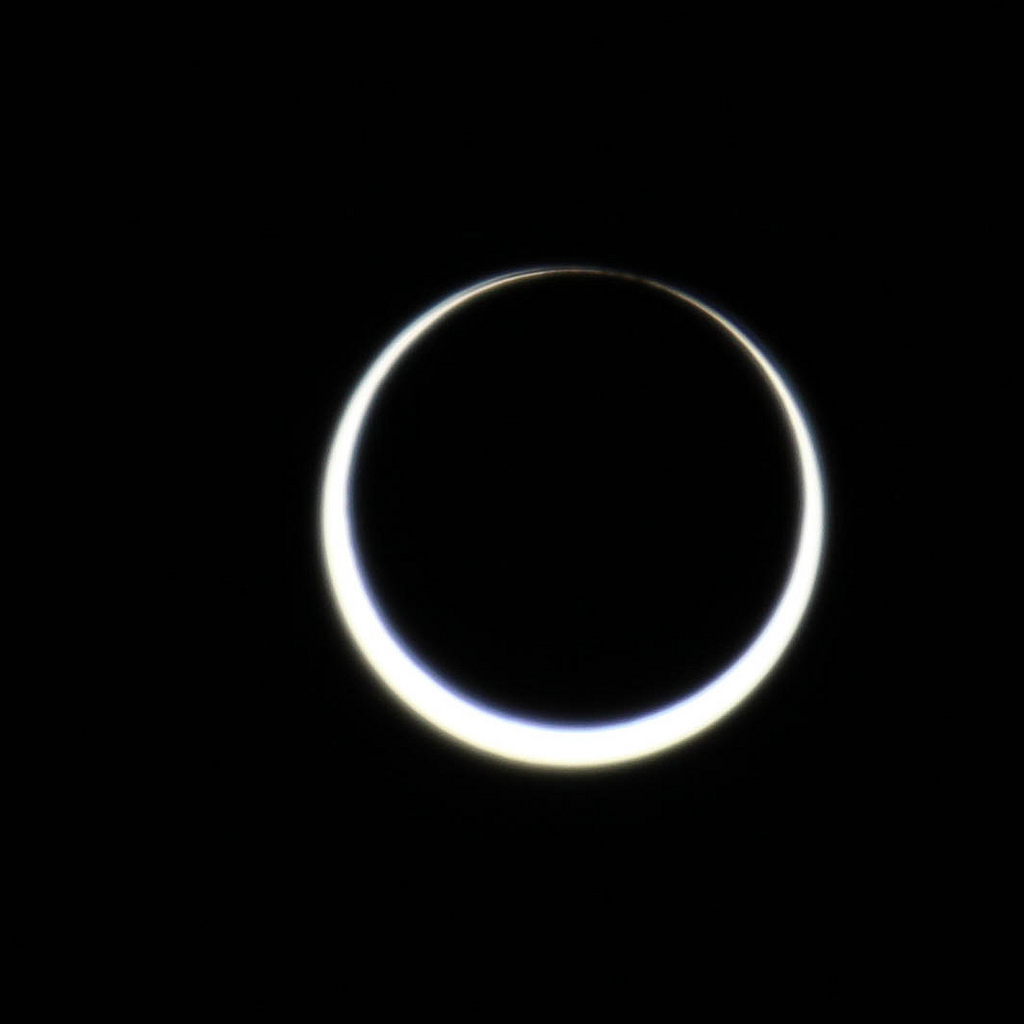
Eclipse solar del 20 de mayo de 2012.
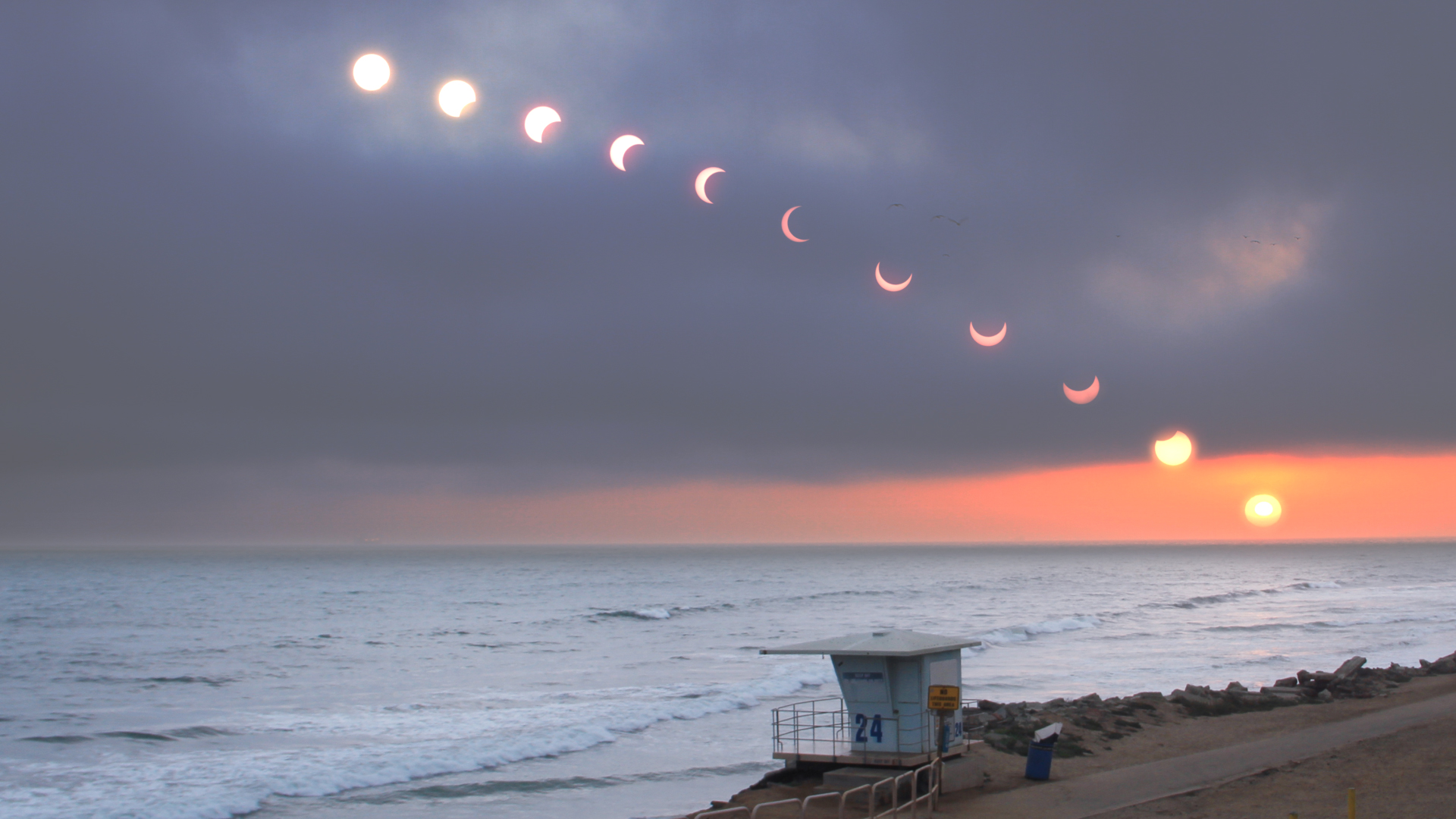
Sunset Beach/Huntington Beach, California, Estados Unidos.
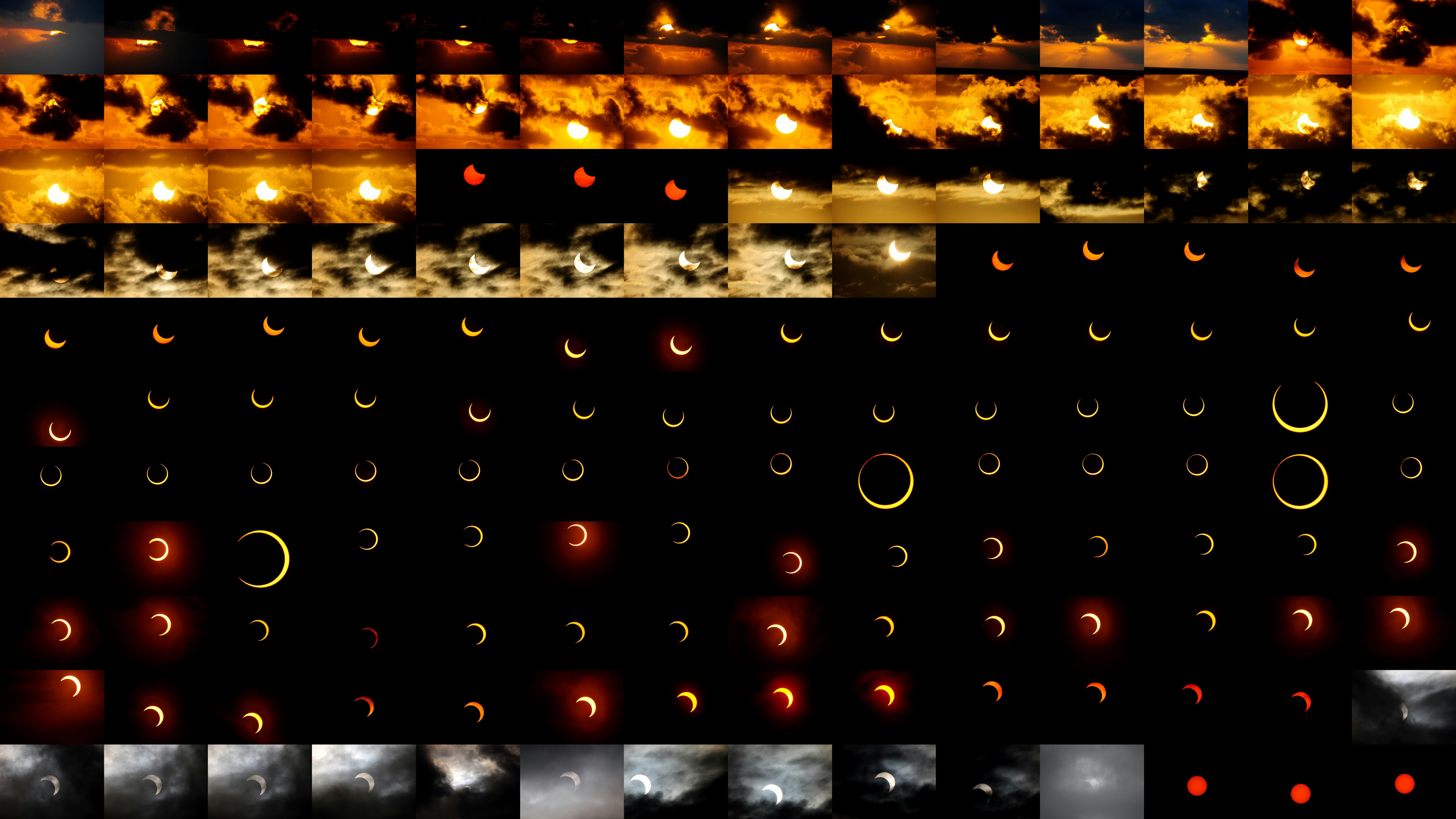
Keelung, Taiwán.
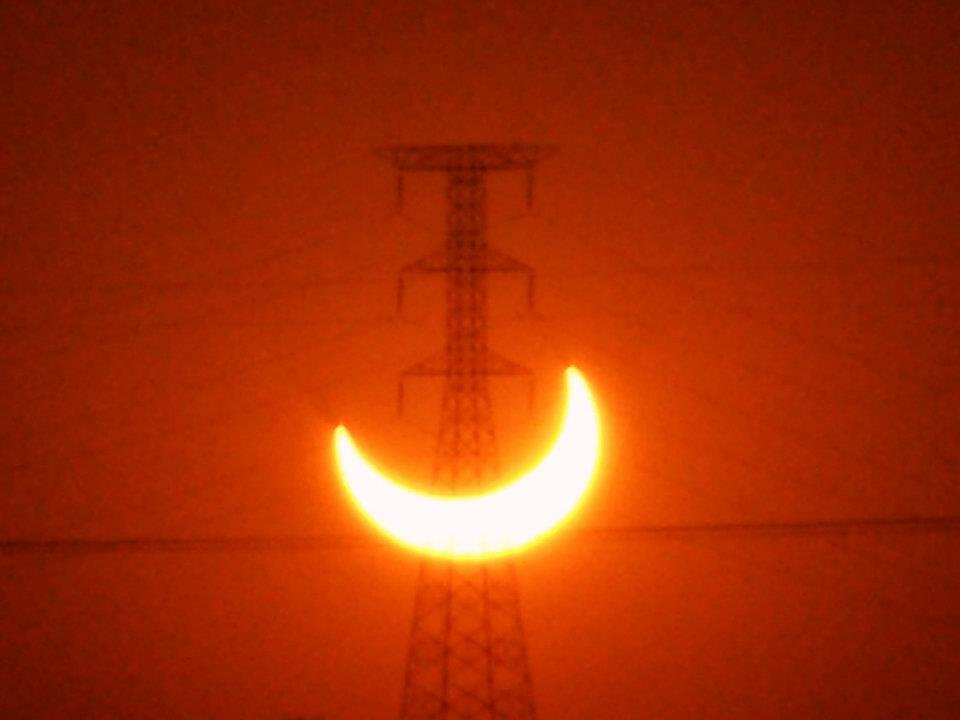
Ciudad Juárez, México